# Osnovna šola Dutovlje
Osnovna šola Dutovlje je osnovna šola v Sloveniji. Nahaja se na Krasu. Ustanovitelj šole je Občina Sežana. Osnovno šolo Dutovlje sestavljata matična šola v Dutovljah in podružnična šola v Tomaju.